# دان ماكليلان
دان ماكليلان (بالإنجليزية: Dan McClellan)‏ هو لاعب كرة قاعدة أمريكي، ولد في 1 يوليو 1878 في نورفولك في الولايات المتحدة، وتوفي في 1931 في فيلادلفيا في الولايات المتحدة.